# Rekwisiet

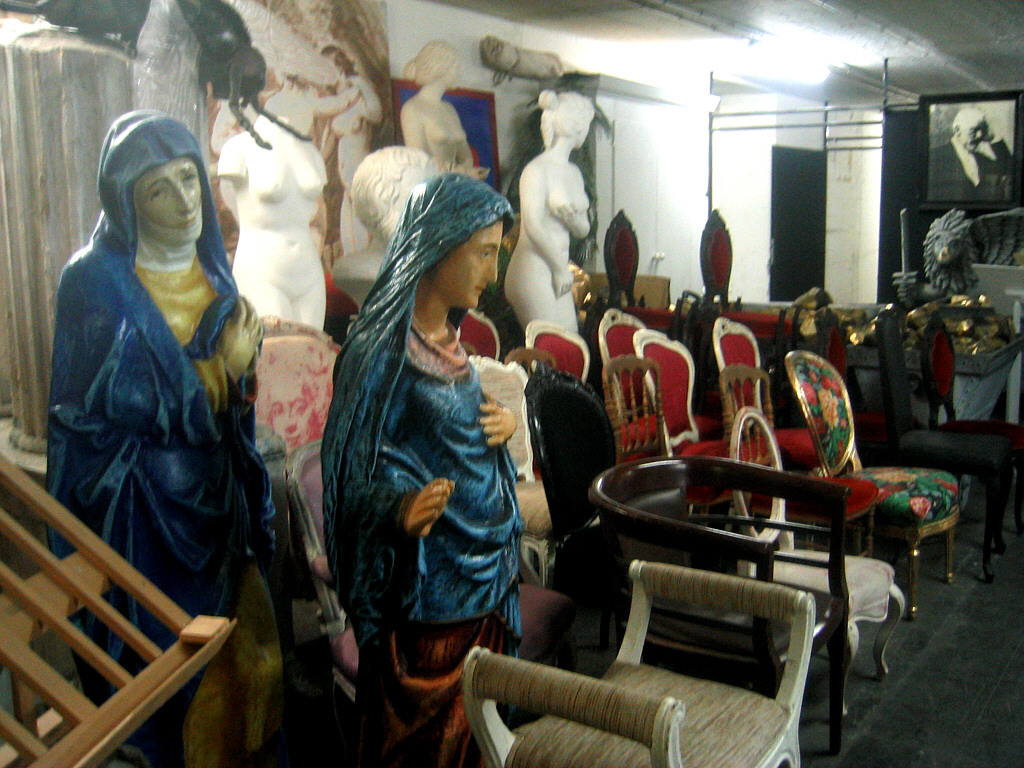
Rekwisieten van het Nationaltheater in Mannheim, Duitsland.

Een rekwisiet is een voorwerp dat acteurs in een toneelspel, film of televisieproductie nodig hebben. Het maakt deel uit van de mise-en-scène van het theaterstuk of de audio-visuele productie. Rekwisieten kunnen dingen zijn die de spelers vasthouden, zoals een zwaard of pistool, of objecten die op het toneel geplaatst worden, zoals tafels, stoelen, klokken en/of schilderijen.
Rekwisiet is een aan het Frans ontleend woord dat "het vereiste" betekent.
Meestal is er bij een productie iemand die speciaal voor de rekwisieten verantwoordelijk is. Deze medewerker wordt de inspiciënt, rekwisiteur of toneelknecht genoemd.
Op de set van een speelfilm wordt vaak een echt vuurwapen gebruikt, maar dan uiteraard zonder het uitstoten van een projectiel. Er wordt bijvoorbeeld een losse flodder gebruikt die alleen een knal en rook produceert. Als zich per ongeluk een voorwerp in de loop bevindt dan kan de gasdruk dat uitstoten, wat ook gevaar kan opleveren.